# Rundfunkbeitragsstaatsvertrag

Logo des ARD ZDF Deutschlandradio Beitragsservice

Der Rundfunkbeitragsstaatsvertrag (RBStV oder RBeitrStV) ist im Recht der Bundesrepublik Deutschland ein Staatsvertrag zwischen allen 16 deutschen Bundesländern. Er regelt die Erhebung von Rundfunkbeiträgen durch die neun in der ARD zusammengeschlossenen öffentlich-rechtlichen Landesrundfunkanstalten sowie ZDF und Deutschlandradio. Der Beitragseinzug erfolgt durch den ARD ZDF Deutschlandradio Beitragsservice.
Der Rundfunkbeitragsstaatsvertrag ist Nachfolger des Rundfunkgebührenstaatsvertrages. Er ist Bestandteil des Artikels 1 des Fünfzehnten Rundfunkänderungsstaatsvertrages vom 13. Dezember 2011 und trat nach Ratifizierung durch die 16 Landesparlamente am 1. Januar 2013 in Kraft.

## Inhalt
Die Regelungen umfassen die Art und Weise der Zahlungen von Rundfunkbeiträgen der Einwohner Deutschlands (z. B. Wohnungsinhaber) sowie Gewerbetreibenden u. ä. für den öffentlich-rechtlichen Rundfunk (Original: funktionsgerechte Finanzausstattung des öffentlich-rechtlichen Rundfunks im Sinne von § 12 Abs. 1 des Rundfunkstaatsvertrages sowie der Finanzierung der Aufgaben nach § 40 des Rundfunkstaatsvertrages).
Neuerungen sind unter anderem:
- Umbenennung der Zahlungspflicht (nicht mehr Rundfunkgebühr)
- Umbenennung der Abwicklungsstelle (ARD ZDF Deutschlandradio Beitragsservice, nicht mehr Gebühreneinzugszentrale)
- Pauschalen von monatlich 18,36 Euro für Wohnungen unabhängig von Art und Anzahl der Geräte und den Bewohnern (Haushaltsbeitrag)
- Pauschalen nach Staffelungen (Zahl der Betriebsstätten, Beschäftigten und Dienstwagen) im nicht-privaten Bereich

Die (früheren) Rundfunkgebührenbeauftragten werden im neuen Staatsvertrag im Zusammenhang mit dem Außendienst nicht erwähnt. Gemäß Presseberichten ist deren Fortexistenz jedoch vermutlich gewährleistet.
Die Beitragshöhe wurde aufgrund des Zahlenwerks des 19. KEF-Berichts festgesetzt. Eine Änderung der Beitragshöhe wird ausdrücklich nicht ausgeschlossen.
Die Übertragung der Zuständigkeiten zur Verfolgung und Ahndung von Ordnungswidrigkeiten nach dem Rundfunkbeitragsstaatsvertrag sind je nach Bundesland unterschiedlich, in Rheinland-Pfalz z. B. per
Landesverordnung zur Übertragung der Zuständigkeit zur Verfolgung und Ahndung von Ordnungswidrigkeiten nach dem Rundfunkbeitragsstaatsvertrag vom 3. Dezember 2012 (GVBl. S. 374 verkündet am 14. Dezember 2012) oder in der Freien und Hansestadt Hamburg per Anordnung über Zuständigkeiten auf dem Gebiet des Rundfunkwesens und der Telemedien vom 25. März 1997 (Behörde für Inneres).

## Kritik
Die ehemalige NDR-Mitarbeiterin Anna Terschüren kritisierte in ihrer Dissertation Die Reform der Rundfunkfinanzierung in Deutschland: Analyse der Neuordnung und Entwicklung eines idealtypischen Modells, angenommen an der TU Ilmenau (2013), dass es sich um eine verdeckte Zwecksteuer handelt und der derzeitige Rundfunkbeitrag daher verfassungswidrig sei.
Hermann Eicher, SWR-Justitiar, kritisierte

„Verfassungsrechtlich bedenklich ist schließlich die Reformvariante einer geräteunabhängigen Haushalts- und Betriebsstättenabgabe. Insofern ist fraglich, ob eine solche Abgabe den vom BVerfG entwickelten Anforderungen an eine Sonderabgabe genügt und eine Inanspruchnahme auch derjenigen, die kein Empfangsgerät bereithalten, vor Art. 3 I GG Bestand hätte.“

## Rechtsstreite
Es sind mehrere Gerichtsverfahren anhängig. Argumentiert wird verschiedentlich, beispielsweise bezüglich der Zahlungspflicht aller Wohnungsinhaber (Möglichkeit der Rundfunknutzung) und dem Massen-Datenabgleich mit den Melderegistern.
Klagen sind beim Bundesverfassungsgericht (Az. 1 BvR 1700/12 und Az. 1 BvR 2603/12) sowie bei weiteren sieben Gerichten eingereicht worden. Nach Angaben des SWR sollen deutschlandweit 600 Klagen anhängig sein.
Der Verfassungsgerichtshof Rheinland-Pfalz hat am 13. Mai 2014 die Verfassungsbeschwerde und der Bayerische Verfassungsgerichtshof die Popularklagen am 15. Mai 2014 als unbegründet abgewiesen. Das Bundesverwaltungsgericht ist in mehreren Revisionsurteilen von der grundsätzlichen Verfassungskonformität und von der Europarechtskonformität des RBeitrStV ausgegangen. Mit Urteil vom 18. Juli 2018 (Az. 1 BvR 1675/16, 1 BvR 981/17, 1 BvR 836/17, 1 BvR 745/17) hat das Bundesverfassungsgericht den Rundfunkbeitrag mit Ausnahme der Regelung für Zweitwohnungen für verfassungsgemäß erklärt.